# Merklín (ort i Tjeckien, Plzeň)
Merklín är en ort i Tjeckien.   Den ligger i regionen Plzeň, i den västra delen av landet, 110 km sydväst om huvudstaden Prag. Merklín ligger 381 meter över havet och antalet invånare är 1 034.
Terrängen runt Merklín är platt. Runt Merklín är det ganska tätbefolkat, med 104 invånare per kvadratkilometer. Närmaste större samhälle är Klatovy, 19,6 km söder om Merklín. I omgivningarna runt Merklín växer i huvudsak blandskog.